# Сан Феличе сул Панаро
Сан Феличе сул Панаро (итал. San Felice sul Panaro) је насеље у Италији у округу Модена, региону Емилија-Ромања.
Према процени из 2011. у насељу је живело 7156 становника. Насеље се налази на надморској висини од 16 м.

## Становништво
Према резултатима пописа становништва 2011. у општини је живело 11.026 становника.
| 1931.  | 1936.  | 1951.  | 1961. | 1971. | 1981. | 1991. | 2001.  | 2011.  |
| ------ | ------ | ------ | ----- | ----- | ----- | ----- | ------ | ------ |
| 11.312 | 11.396 | 11.545 | 9.773 | 9.199 | 9.439 | 9.426 | 10.055 | 11.026 |